# 盐业专卖

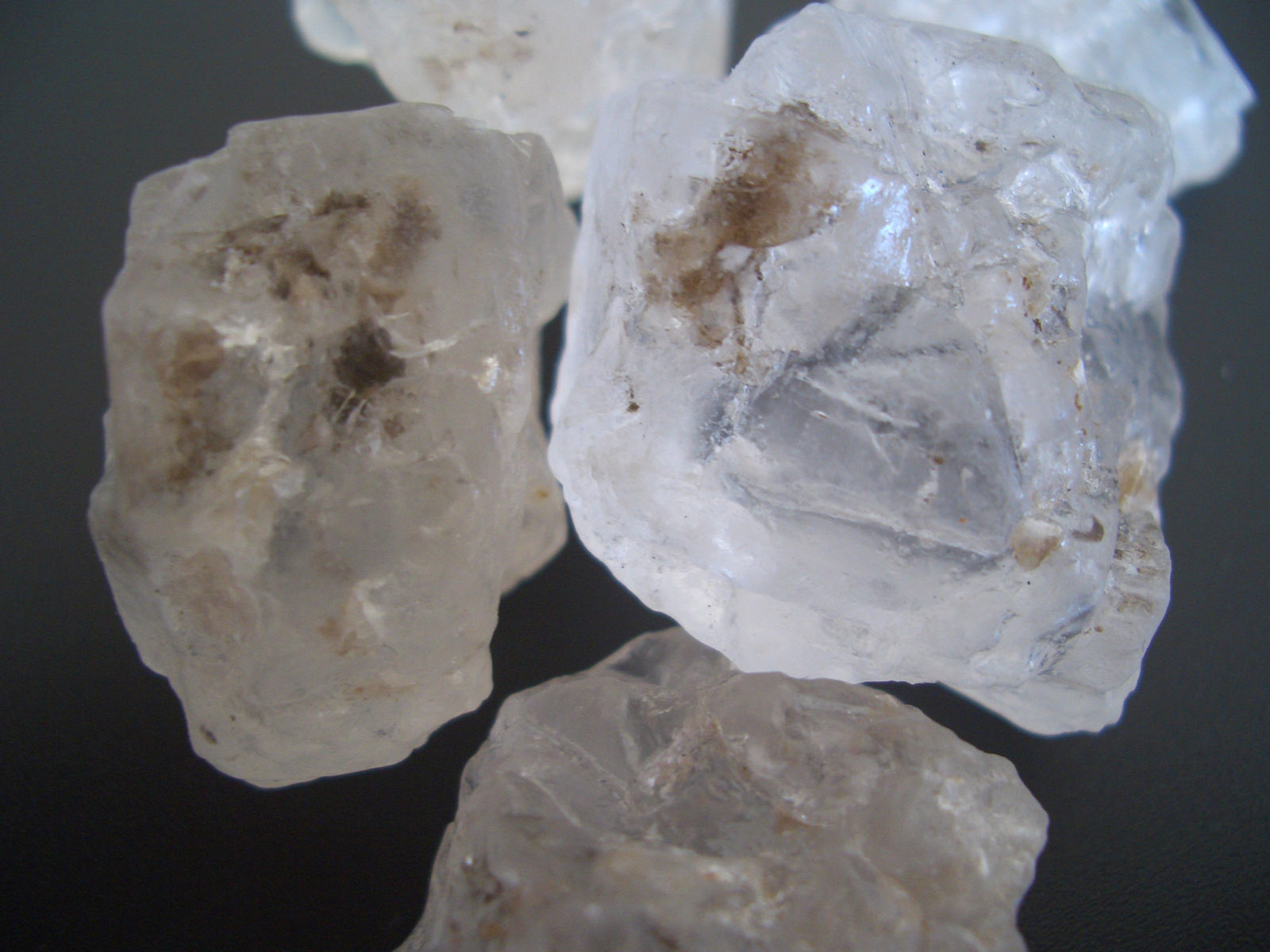
吉兰泰盐湖的湖盐

盐业专卖曾於世界多處實施，例如：古羅馬、印度及中國等；通常是指食盐销售統由政府垄断、限于政府授权私人经营、或者由公家统一收购等垄断制度。在古代，鹽業專賣通常為強勢政府控制財源的絕佳方式之一，比方歐洲羅馬就曾利用食鹽專賣控制所轄領域，20世紀的英國，也曾於印度殖民地實施食鹽專賣。不過也因為鹽業專賣容易造成市場供需不均及價格爭議，因此常引起糾紛。例如印度地區的食鹽專賣，也是印度國父甘地反抗英國政府的起因之一。

## 中國大陆的鹽業專賣
實施鹽業專賣最著名的國家之一是中國。在古代中國，鹽業專賣此種禁榷制度又称榷鹽。自汉武帝起，各朝都对盐业实行不同程度的专卖（其他被专卖的商品还可能包括铁、酒、茶叶、矿产品等）。这样合法贩卖的盐叫官盐，非法贩卖的叫私盐。
虽然食盐是生活必需品，在中国大陆从整体上来说并不缺乏。沿海地区产海盐，四川等地区有井盐。盐业专卖制度的可能动机有下列几个：
- 增加政府财政收入
- 稳定食盐价格和流通情况
- 减缓民间财富积累
- 对食盐实行质量控制

### 歷史
周朝就有对盐征消费税的记载。春秋时期，管仲在齐国的经济改革中创立了食盐专卖，使盐利“百倍归于上”，“设轻重鱼盐之利，以赡贫穷，禄贤能，齐人皆悦”。从秦朝到汉朝初期，政府和私人都可以制造贩卖食盐。
在西汉汉武帝时期，由于和匈奴的长期战争，政府财政紧张；而很多民间商人因炼铁、制盐等而致富。为了创收，并打击吴王刘濞等由制盐发家进一步谋取政治势力的诸王，汉武帝规定必须使用官家器皿、由官方製造運輸和销售食盐；对于“敢私铸铁器煮盐者”处以“釱左趾，没入其器物”的惩罚。但由于实践上导致社会矛盾太大，“专卖还未占绝对优势”，汉昭帝时期，政府专门就盐、酒、铁专营的问题展开辩论，其内容由桓寬编著成《盐铁论》。辩论结论是废除铁酒专营，保留盐业。到了汉光武帝时期，食盐由专卖改为征税。
其后到唐朝中期，对食盐的管理都比较松弛，“亭户冒法，私鬻不绝”。贩私者往往“多结群党，并持兵杖劫盗及贩卖私盐”。到了乾元元年（公元758年），又改为全部官营。宝应元年（761年），盐铁使刘晏改为民间制造，官府统购，批发专卖。这次改革增加了政府税收收入。例如778年，盐业收入占政府总收入的一半之多，史稱大历末，“天下之赋，盐利居半”。
从宋朝以后，政府和盐业商人处于半合作、半竞争的状态。一般盐商们得利于政府垄断地位，获利比其他商人要容易。同时尽管有严酷的刑法惩罚，民间私盐贩卖“虽严禁所不能止”。代州宝兴军民户“私市契丹骨堆渡及桃山盐”，浙江温州常有“私盐百余舰往来江中，杀掠商贾”。明朝洪武时期，帝国设立九边进行北方防御。由于九边后勤补给困难重重，为了减少这种负担，洪武帝与山西商人达成了一个协议，山西商人向大同、居庸关等几大边关要塞输送粮食，以换取山西商人获得了合法贩卖“官盐”的资格。以后山西商人不仅获得了河东盐池的鹽引，也获得了两淮的鹽引。明代私鹽運作，仍屢禁不絕，成化年間，“起自苏扬，上至九江、湖广发卖，沿途但遇往来官民客商等船，辄肆劫掠”，到了明朝末年，更是“盐徒充斥，无处不闻”。
清代食盐贩私，“危害之烈，第积历代盐弊渊薮”。包世臣认为“两淮纲食引地，无论城市村庄食私者什七八”，當時长江中下游各省私盐泛滥，“私盐充斥，盐徒聚众贩私”，“成群贩卖，一遇巡捕人役，自恃枭众捕寡，执械敌巡盐人役，轻则带伤。重则致命”。

### 20世纪的盐业专卖
- 抗战时期，中华民国政府曾实行食盐专卖。
- 中华人民共和国曾长期实行盐业专卖。政府对此的解释为平衡盐价和保证加碘质量。
- 自2014年4月21日起，国家发展改革委宣布即日起废止食盐专营许可证管理办法。[15]

## 台灣的鹽業專賣
台灣清治時期，台灣與大陆相同，也實施官鹽制度。不過掌管台灣道鹽業的主管台灣鹽道庫大使（鹽運使），經考，也未派實或實際上任。17-19世紀末，中國曬鹽人被稱為「鹽虎」，官府雇用的人被稱為「鹽差」，鹽虎和鹽差雖在中國大陸衝突事件不斷，不過，濱海台灣因取得海鹽極為容易加上官鹽價格一向低廉，兩者此種衝突較為罕見。1895年，台灣邁入日治時期，食鹽实行自由贸易，不過隨後於1899年恢复专卖，设立了台灣鹽務局，后又歸台灣總督府專賣局，與樟腦、鴉片同為該局轄下專賣事業之一，其中，台商辜顯榮一直是台灣鹽業的的實際負責人。。
至2002年，台灣完全廢除鹽業專賣制度。